# مقطب
المَقْطَب أو البُلحة (باللاتينية: Glabella) هو عظم مسطح موجود في العظم الجبهي في المسافة الواقعة بين الحاجبين وأعلى عظم الأنف، يقوم بربط قوس الحاجب الأيمن مع قوس الحاجب الأيسر.